# Lisa Lu
Lisa Lu (Pekín; 19 de enero de 1927) es una actriz y productora China. Ha ganado tres Golden Horse Awards debido a su actuación en las películas Dong fu ren (1969), Shi si nu ying hao (1972) y Qing guo qing cheng (1975).

## Biografía
Durante 1958 y 1959 interpretó Miss Mandarin en la serie western Yancy Derringer, ambientada en Nueva Orleans durante 1868. En 1961 actuó como "Hey Girl" en la serie Have Gun – Will Travel. Además participó en Bonanza, The Big Valley, The Virginian, Intriga en Hawái, El agente de CIPOL, The Richard Boone Show, entre otros.

## Trayectoria
Actriz
- Crazy Rich Asians (2018) - Shang Su Yi
- Wi-heom-han gyan-gye (2012)
- General Hospital (2011) - Mrs. Yi
- Rebellion (2010) - Lily
- Somewhere (2010) - Periodista china
- Tuan Yuan (2010) - Quiao Yu'e
- 2012 (2009) - Abuela Sonam
- Dim sun funeral (2008) - Mrs. Xiao
- Se, jie (2007) -
- Naam yi boon sik (2007)
- Yi ma de hou xian dai sheng huo (2006) - Mrs. Shui
- Mei ren yi you (2005)
- Tomato and Eggs (2002)
- The Tick (2001)
- NYPD Blue (2001) - Mrs. Wang
- Chuang gui ni zhi xie guang zhi zai (2000) - Ling
- Blindness (1998) Mrs. Hong
- All-American Girl (1994) - Mrs. Han
- I Love Trouble (1994) - Virginia Hervey
- You Seng (1993) - Madre de Shi
- The Joy Luck Club (1993) - An-Mei
- Zhong ming han shan shi (1991) - Hou Mengqin
- Hiroshima: Out of the Ashes (1990) - Mrs. Sato
- Ni ai wo ma (1989) - Ding Shuiyun
- Zui hou de gui zu (1989)
- Noble House (1988) - Ah Tam
- El último emperador (1988) - Tsu Sui
- Harry's Hong Kong (1987) - Rose
- Tai-Pan (1986)
- Don't Cry, It's Only Thunder (1982) - Hermana Marie
- Hammett (1982)
- Saint Jack (1979) - Mrs. Yates
- Demon Seed (1977) - Soong Yen
- Xing Yu (1976)
- Ying tai qi xue (1976)
- Qing guo qing cheng (1975)
- Terror in the Wax Museum (1973) - Madame Yang
- Anna and the King (1972) - Lady Thiang
- Shi si nu ying hao (1972)
- The Odd Couple (1971) - Mrs. Lee
- Mission: Impossible (1970) - Mioshi Kellem
- Dong fu ren (1969) - Madame Tung
- The Big Valley (1968) - Ling
- Family Affair (1968) - Betty Chang
- Kentucky Jones (1965) - Su Ling
- Intriga en Hawái (1961 - 1964) - Lili / Lin Ming / Tsu Yin
- Cheyenne (1962) - Mei Ling
- Womanhunt (1962) - Li Sheng
- Rider on a Dead Horse (1962) - Ming Kwai
- The Dick Powell Show (1961)
- Bonanza (1961) - Su Ling
- Have Gun − Will Travel (1958 - 1961) - Hey Girl / Kim Li / Li Hwa
- Coronado 9 (1960 - 1961) - Kim Luchan / Mei Ling
- Bat Masterson (1961) - Hsieh-Lin
- Checkmate (1961) - Wei-Ling
- The Brothers Brannagan (1960) - Jessica
- Hong Kong (1960) - Mai Loo
- Dante (1960) Mai-Ling
- Bachelor Father (1959 - 1960) - Linda / Linda Toy
- The Mountain Road (1960) - Madame Sue-Mei Hung
- The Rebel (1960) - Quong Lia
- Tightrope (1960) - Mei Ling
- Yancy Derringer (1958 - 1959) - Miss Mandarin
- Mike Hammer (1959) - Sue Wo Toi
- Cimarron City (1959) - Mei Ling
- Tales of the Texas Rangers (1958) - Betty Lee
- Hakuja Den (1958)
- General Electric Theater (1958)
- Shirley Temple's Storybook (1958)
- Schlitz Playhouse of Stars (1958)
- Richard Diamond, Private Detective (1958) - Cassia
- The Gale Storm Show: Oh, Susanna! (1958)

Productora
- Tuan yuan (2010)
- Shanghai Red (2006)
- Mei ren yi jiu (2005)
- Lanling wang (1995)
- Saint Jack (1979)